# Urophora rufipes
Urophora rufipes är en tvåvingeart som först beskrevs av Charles Howard Curran 1932.  Urophora rufipes ingår i släktet Urophora och familjen borrflugor. Inga underarter finns listade i Catalogue of Life.